# オースティン・クロージェア
オースティン・クロージェア（Austin  Nathan Croshere、1975年5月1日 - ）は、アメリカ合衆国カリフォルニア州ロサンゼルス出身の元バスケットボール選手。ポジションはフォワード。日本では他にクロシェアー、クローシェア、クロージュア、クロージャーなどと表記される。

## 経歴
地元ロサンゼルスの高校に通った後、プロビデンス大学へ進学した。1997年のNBAドラフトにおいて、インディアナ・ペイサーズより全体12位指名を受けてNBA入りした。ルーキーシーズンより2年間は出番に恵まれなかったが、3年目の1999-00シーズンには81試合に出場した。この年にはチーム史上初のNBAファイナル進出を支える活躍をし、注目を浴びた。この活躍によってシーズンオフにチームとの更なる契約延長を勝ち取ったが、周囲の期待をよそにベンチに座っている時間が多く、良い数字を残せないシーズンが続くことになった。特にヘッドコーチがアイザイア・トーマスだった2002-03シーズンまでは全く出番がなかった。その後、2003-04にリック・カーライルが就任し、2004-05シーズンより再び心強いバックアップの1人として平均25分程度の出場を果たした。
2006年7月5日、マーキス・ダニエルズとのトレードでダラス・マーベリックスへ移籍した。層の厚いチームだけあり出場時間が限られた中、2007年1月30日のシアトル・スーパーソニックス戦ではフィールドゴール14本中11本（内、3Pシュート10本中7本）に成功し、34得点を記録してキャリアハイを更新した。
2007-08シーズンはゴールデンステート・ウォリアーズでプレイした。翌2008-09シーズン、古巣のペイサーズと契約したがシーズン前に解雇された。その後、ミルウォーキー・バックスやサンアントニオ・スパーズで数試合プレイした。

## プレイスタイル
非常にシュートタッチに優れたフォワードで、爆発力がある。ディフェンス面においてもリバウンドで貢献することができる。主力として活躍していたペイサーズ時代には「オースティン・パワーズ」の愛称で呼ばれた。